# Dubai Autodrome

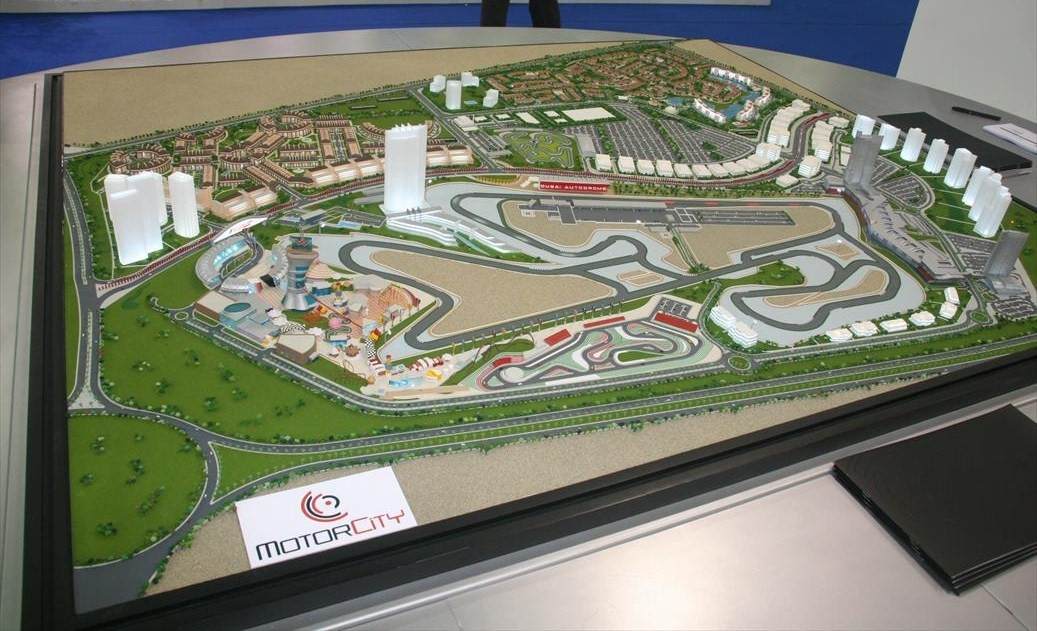

A Dubai Autodrome egy motorsport-versenypálya Dubaj városban, az Egyesült Arab Emírségekben. A létesítmény Dubaj, Dubai Motor City nevű városrészében található. A pálya hossza 5,3 kilométer, 2004-ben a Formula Renault V6 Eurocup futamával került felavatásra. Jelenlegi körrekordot a japán, Kobajasi Kamui tartja 1:41.220-es idővel.
A pálya több nagy nemzetközi sorozat helyszínéül szolgál. A Dubai Autodrome része az A1GP, World Series by Renault, Speedcar Series és GP2 Asia Series versenynaptárának, valamint a minden évben megrendezésre kerülő Dubaji 24 órás versenynek is ez a pálya ad otthont.

## Változatok

Grand Prix tanfolyam
Club Tanfolyam
Nemzetközi Tanfolyam
A Nemzeti Tanfolyam

### Kezelési tanfolyam

Domb Kezelő Tanfolyam
Ovális Kezelő Tanfolyam